# USS John Finn (DDG-113)
Джон Фінн (DDG-113) — ескадрений міноносець КРО типу «Арлі Берк» ВМС США, серії IIa з 127/62-мм АУ. шістдесят третій корабель цього типу в складі ВМС США, будівництво яких було схвалено Конгресом США.

## Назва
15 лютого 2011 року міністр військово-морських сил США Рей Мабус  оголосив назву корабля. Есмінцю буде присвоєно ім'я «Джон Фінн» на честь Джона Вільяма Фінна (John William Finn), який першим отримав «Медаль Пошани» у Другій світовій війні. Фінн пішов у відставку в званні лейтенанта, після тридцяти років служби, і помер в 2010 році у віці 100 років.

## Будівництво
Контракт на будівництво есмінця «John Finn» було підписано 15 червня 2011 року з суднобудівною компанією Ingalls Shipbuilding, яка розташована в Паскагула, штат Міссісіпі. «John Finn» став 29 кораблем типу «Арлі Берк», який буде побудований на верфі компанії Ingalls Shipbuilding.
Перше різання сталі для будівництва корабля була розпочата 3 вересня 2012 року. 4 листопада 2013 року відбулася церемонія закладки кіля. Спущений на воду 28 березня 2015 року. Церемонія хрещення відбулася 2 травня 2015 року. Хрещеною матір'ю стала пані Лаура Елізабет Ставрідіс , дружина адмірала ВМС США у відставці Джеймса Ставрідіса. 2 вересня 2016 завершив перший етап ходових випробувань, які протягом трьох днів проводилися в Мексиканській затоці. 11 листопада успішно завершив третій і останній етап морських випробувань. Переданий замовнику 7 грудня 2016 року, в 75-ту річницю нападу на Перл-Харбор.

## Бойова служба
2 червня 2017 року залишив корабельню в Паскагула, штат Міссісіпі, почавши перехід до порту приписки Сан-Дієго, штат Каліфорнія. 8 червня прибув з триденним візитом в порт Картахена, Колумбія. 13 червня прибув на військово-морську базу Васко Нуньєс-де-Бальбоа (Панама), після завершення транзиту через Панамський канал. 26 червня вперше прибув в порт приписки Сан-Дієго, який покинув 5 липня і попрямував в Перл-Харбор для підготовки до церемонії введення в експлуатацію, куди прибув 10 липня. 15 липня відбулася церемонія введення в експлуатацію.
С 13 по 24 травня брав участь у навчаннях біля берегів Аляски Northern Edge 2019, де відпрацьовувалася взаємодія авіації трьох родів військ США: ВМС, ВПС і Корпусу морської піхоти.
23 грудня 2020 року вийшов у своє перше заплановане розгортання до Індо-Тихоокеанського регіону разом із ударною групою авіаносця USS Theodore Roosevelt (CVN-71), з якого повернувся 2 квітня 2021 року.